# Wokborstel

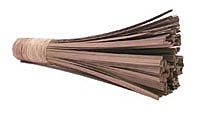
Een wokborstel

Een wokborstel is een keukengerei dat wordt gebruikt om een wok schoon te maken. Het wordt gemaakt van een bundel gespleten bamboestengels bijeengebonden aan de top. Men gebruikt de borstel door de bij voorkeur nog hete wok schoon te spoelen onder een (meestal hete) stroom water. Dit wordt zo gedaan om een laagje vet te behouden dat het materiaal van de wok beschermt tegen roest.